# Andrija Popović
Andrija Popović, född 22 september 1959 i Kotor, är en montenegrinsk politiker och före detta jugoslavisk vattenpolomålvakt. Han vann OS-guld 1984 med Jugoslaviens landslag. Han är partiledare för Montenegros liberala parti sedan 2009.
Popović spelade en match i den olympiska vattenpoloturneringen i Los Angeles.
Popović tog VM-guld för Jugoslavien i samband med världsmästerskapen i simsport 1986 i Madrid.